# 高田村 (茨城県)
高田村（たかだむら）は茨城県稲敷郡にかつて存在した村である。

## 地理
- 現在の稲敷市の中部、旧江戸崎町の南東部に位置する。
- 村域は台地と平地が入り組む谷戸が多い地形になっている。
- 村は霞ヶ浦の支流小野川の南岸に位置する。

## 歴史
村名はかつて存在した高田郷に由来する。

### 村域の変遷
- 1889年（明治22年）4月1日 - 町村制施行により、高田村・椎塚村・駒塚村・桑山村が合併し河内郡高田村が発足。
- 1896年（明治29年）4月1日 - 河内郡は信太郡と合併し稲敷郡が発足。稲敷郡高田村になる。
- 1954年（昭和29年）11月3日 - 高田村は江戸崎町・君賀村・鳩崎村・沼里村とともに合併し江戸崎町が発足。高田村は消滅。

変遷表
| 1868年 以前 | 1868年 以前 | 1868年 以前 | 明治22年 4月1日 | 明治29年 4月1日 | 明治29年 4月1日 | 昭和29年 11月3日 | 平成17年 3月22日 | 現在   |
| ----------- | ----------- | ----------- | --------------- | --------------- | --------------- | ---------------- | ---------------- | ------ |
| 河内郡      |             | 高田村      | 高田村          | 稲敷郡 発足     | 高田村          | 江戸崎町         | 稲敷市           | 稲敷市 |
| 河内郡      | 椎塚村      |             | 高田村          | 稲敷郡 発足     | 高田村          | 江戸崎町         | 稲敷市           | 稲敷市 |
| 河内郡      | 駒塚村      |             | 高田村          | 稲敷郡 発足     | 高田村          | 江戸崎町         | 稲敷市           | 稲敷市 |
| 河内郡      | 桑山村      |             | 高田村          | 稲敷郡 発足     | 高田村          | 江戸崎町         | 稲敷市           | 稲敷市 |

## 人口・世帯

### 人口
総数 [単位： 人]
| 1891年（明治24年） | 1,693 |
| 1920年（大正 9年） | 1,859 |
| 1935年（昭和10年） | 2,002 |
| 1950年（昭和25年） | 2,506 |

### 世帯
総数 [単位： 世帯]
| 1920年（大正 9年） | 376 |
| 1935年（昭和10年） | 379 |
| 1950年（昭和25年） | 471 |